# Цареградский, Николай Алексеевич
Николай Алексеевич Цареградский (около 1823 — не ранее 1909) — русский педагог, чиновник ведомства министерства юстиции.

## Биография
Учился в Уфимской духовной семинарии и Казанской духовной академии (1844—1848), по окончании которой преподавал в Ставропольской семинарии; в 1867—1887 годах был инспектором студентов; несколько раз исправлял должность ректора семинарии. Одновременно, с 1866 года был членом статистического комитета. Состоял катехизатором миссионерского Андреевского братства, обучал новообращенных мухаммедан, евреев и калмыков, содействовал открытию караногайской татарской школы, для которой составил на татарском языке религиозные беседы. Напечатал «Историко-статистический обзор духовно-учебных заведений Северного Кавказа» (в «Сборнике статистических сведений Ставропольской губ.», вып. I и II, 1869). В «Домашней беседе» в 1861—1874 годах было напечатано около 15 его статей.
В августе 1887 года вышел в отставку. В январе 1896 года вернулся на службу; был почётным мировым судьёй Ставропольского окружного суда. С 1 января 1899 года — действительный статский советник. был награждён орденами Св. Анны 2-й степени (1871) и Св. Владимира 3-й степени (1881).